# Carlos Bonorino Udaondo
Carlos Bonorino Udaondo (Argentina, 4 de dezembro de 1884 - 5 de novembro de 1951) foi um gastroenterologista aregentino. É considerado o motivador da gastroenterologia na Argentina. O Hospital Nacional da especialidade leva seu nome. Em 1931 foi nomeado Decano da Faculdade de Medicina da Universidade de Buenos Aires (UBA) e foi presidente da Associação Médica Argentina no período de 1926 a 1928.